# Новые Михайлены
Новые Михайлены (рум. Mihăilenii Noi, Михэйлений Ной) — село в Рышканском районе Молдавии. Наряду с сёлами Василеуцы, Арманка, Чубара, Мошаны и Штюбеены входит в состав коммуны Василеуцы.

## География
Село расположено на высоте 169 метров над уровнем моря.

## Население
По данным переписи населения 2004 года, в селе Михэйлений Ной проживает 251 человек (122 мужчины, 129 женщин).
Этнический состав села:
| Национальность | Число жителей | Процентный состав |
| -------------- | ------------- | ----------------- |
| украинцы       | 192           | 76.49             |
| молдаване      | 53            | 21.12             |
| русские        | 4             | 1.59              |
| цыгане         | 1             | 0.4               |
| румыны         | 1             | 0.4               |
| Всего          | 251           | 100%              |